# 阿伦达尔中心

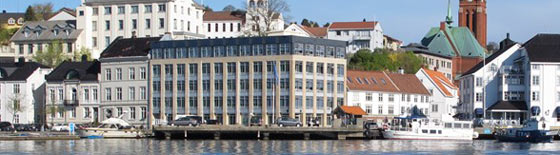
位于挪威阿伦达尔的阿伦达尔全球资源数据库办事处照片

阿伦达尔中心（直译为“全球资源信息数据库——阿伦达尔”）是联合国环境规划署（UNEP）的合作伙伴，位于挪威的阿伦达尔。
该中心由挪威政府于1989年建立，是一个非营利性基金会，目的是在环境信息管理和评估、能力建设以及传播和外联领域为联合国提供支持。该中心是“全球资源数据库环境数据和信息中心网络”（GRID network of environmental data and information centers）的一部分，隶属于联合国环境规划署预警和评估司（DEWA）。全球资源信息数据库计划（Global Resource Information Database）本身成立于1985年，是地球观察的一部分，目标是为研究人员和决策者提供有用的环境数据。全球资源信息数据库中心还通过与地理信息系统和遥感相关的培训计划和技术转让为发展中国家提供支持。
该中心致力于将环境数据综合成信息产品，供决策者和公众使用。全球资源信息数据库-阿伦达尔网站提供环境图表、照片和地图集。该组织的座右铭是“环境知识促进变革”。 